# フェルディナンド・デ・メディチ (大公子)
フェルディナンド・デ・メディチ（Ferdinando de' Medici, 1663年8月9日 - 1713年10月31日）は、トスカーナ大公子。トスカーナ大公コジモ3世と妃マルゲリータ・ルイーザの長男。
フェルディナンド3世（Ferdinando III）と呼ばれる場合もあるが、大公に即位していないので、ここでは大公子とする。なお、フェルディナンド3世大公はハプスブルク家の大公に存在する。

## 生涯
父コジモと母マルゲリータは、長男のあとに長女アンナ・マリーア、次男ジャン・ガストーネと子供をもうけたが、1675年に別居した。彼女は夫を軽蔑しきっており、フィレンツェにいるよりも、モンマルトルの修道院に限っていられる、パリに戻る方がほんのわずかでもましだった。コジモがフィレンツェに戻るよう要請した時、マルゲリータは初めて夫に出会ったときから地獄にいたと返答した。
フェルディナンドは、父の弟フランチェスコ・マリーアや弟ジャン・ガストーネと同様、音楽家を保護した。プラトリーノのヴィラにたびたび出かけていたが、このヴィラにはアントニオ・フェッリがデザインした室内劇場があり、そこでオペラの上演を行った。フェルディナンドに招かれた音楽家にはバルトロメオ・クリストフォリ、ゲオルク・フリードリヒ・ヘンデル、アレッサンドロ・スカルラッティ、ジャコモ・アントニオ・ペルティ、ベルナルド・パスクィーニらがいた。楽器製作者のクリストフォリは1688年にフェルディナンドに雇われ、十分な資金を得て1700年頃にピアノを発明した。アレッサンドロ・スカルラッティはプラトリーノの劇場のために5作以上のオペラを作曲したが、オペラの詳細についてフェルディナンドと膨大な書簡を交わしている。また1711年にアントニオ・ヴィヴァルディは協奏曲集『調和の霊感』を献呈している。
その他、画家ジュゼッペ・マリア・クレスピ、セバスティアーノ・リッチのパトロンでもあった。
フェルディナンドの秘めたる情事は、ジャン・ガストーネと同じく、ほとんどの相手が男性であった。プラトリーノのヴィラは男性の愛人と密会する場でもあった。1696年にヴェネツィアのカーニヴァルを訪れたと推測されており、彼はそこで梅毒に感染したといわれる。

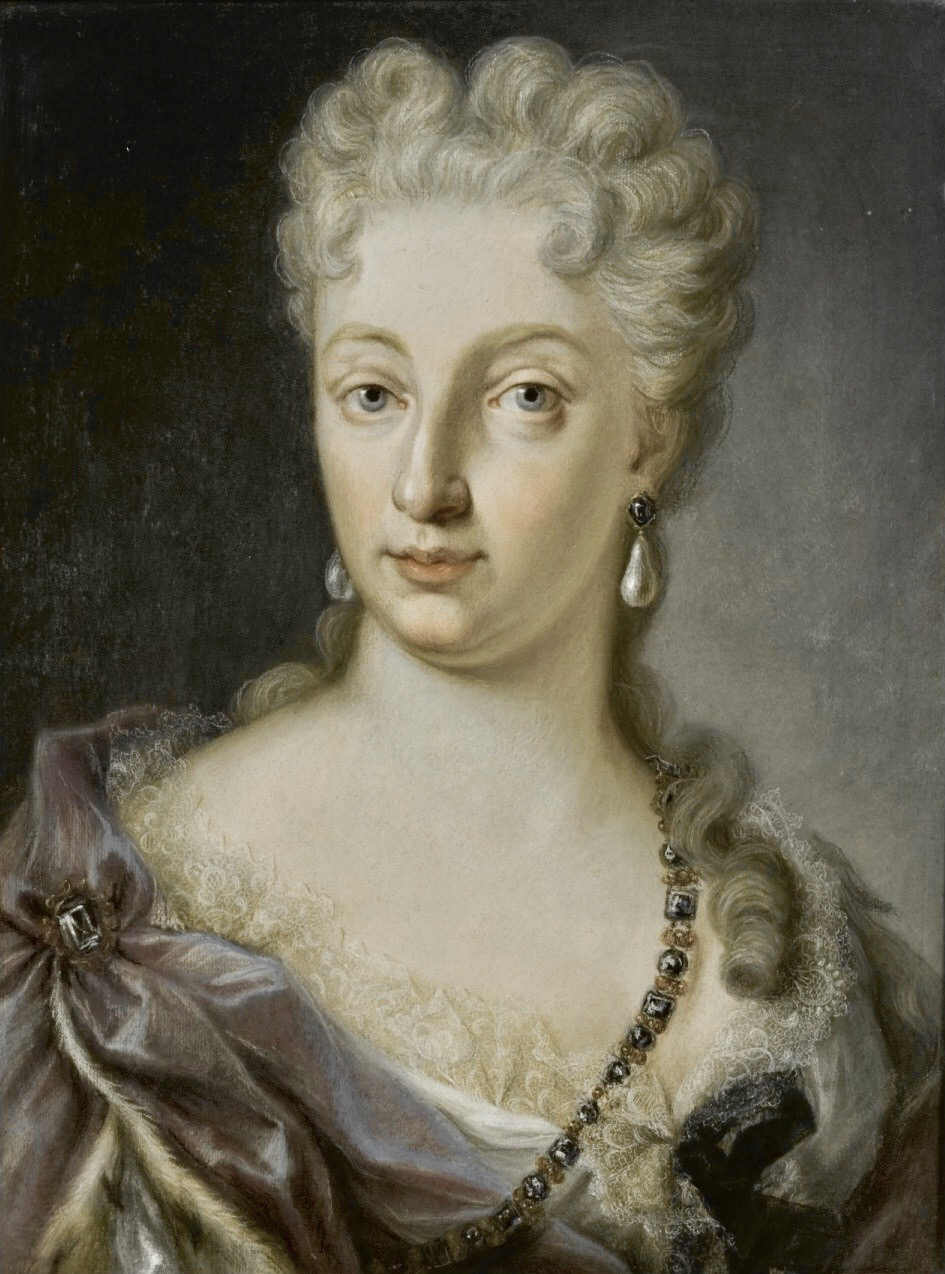
ヴィオランテ・ベアトリーチェ妃（画:ジョヴァンナ・フラテリーニ）

1689年、フェルディナンドは渋々妻ヴィオランテ・ベアトリーチェ・ディ・バヴィエーラ（バイエルン選帝侯フェルディナント・マリアと妃アーデルハイトの子で、フェルディナンドの又従妹）を娶った。ヴィオランテは夫と同じく音楽好きで、フェルディナンドを愛していたが、結婚生活は不幸で子供もなかった。コジモ3世は、子供たち3人がそれぞれ配偶者との間に子ができないという、将来のメディチ家断絶の危機に、アンナ・マリーアをジャン・ガストーネの次期大公とすべく奔走したが、叶わなかった。
1713年、フェルディナンドは梅毒により、父コジモ3世より先に逝った。